# 第58回ニューヨーク映画批評家協会賞
第58回ニューヨーク映画批評家協会賞は、1992年の優秀な映画に贈られた賞である。1992年12月17日に発表され、1993年1月17日に贈られた。

## 受賞
- 作品賞:
  - 『ザ・プレイヤー』

- 主演男優賞:
  - デンゼル・ワシントン - 『マルコムX』

- 主演女優賞:
  - エマ・トンプソン - 『ハワーズ・エンド』

- 助演男優賞:
  - ジーン・ハックマン - 『許されざる者』

- 助演女優賞:
  - ミランダ・リチャードソン - 『クライング・ゲーム』、『ダメージ』、『魅せられて四月』

- 監督賞:
  - ロバート・アルトマン - 『ザ・プレイヤー』

- 脚本賞:
  - ニール・ジョーダン - 『クライング・ゲーム』

- 撮影賞:
  - ジャン・ルピーヌ - 『ザ・プレイヤー』

- 外国語映画賞:
  - 『紅夢』（ 中国）

- ドキュメンタリー賞：
  - Brother's Keeper

- 新人監督賞
  - アリソン・アンダース - ガス・フード・ロジング